# Гуминська Леся Олександрівна
Ле́ся Олекса́ндрівна Гуми́нська (* 1980) — українська спортсменка-паверліфтер. Заслужений майстер спорту України (2003).

## З життєпису
Народилася 1980 року в місті Херсон. Займалася пауерліфтингом в херсонському дитячо-юнацькому клубі фізичної підготовки № 5. Перший тренер — Плевако Олександр Вікторович.
Виступала за маріупольський спортивний клуб «Вінґс-спорт» (1998—2004) у ваговій категорії 67,5 кг.
Чемпіонка України протягом 1999—2004 років.
Срібна призерка чемпіонату світу-1999.
Срібна призерка першості світу-2000. Абсолютна чемпіонка світу серед юніорів-2000.
Срібна призерка чемпіонату світу-2002. Бронзова призерка Чемпіонату Європи-2002 серед дорослих.
Срібна призерка чемпіонату світу-2003.
Бронзова призерка чемпіонату світу-2004 (присіданя, триборство). Чемпіонка (присідання, тяга) і срібна призерка (триборство) чемпіонату Європи-2004.